# The Cambridge History of Japan
The Cambridge History of Japan est une étude en plusieurs volumes de l'histoire du Japon publiée par les Cambridge University Press (CUP). C'est la première synthèse majeure collaborative qui présente l'état actuel des connaissances sur l'histoire du Japon. La série vise à présenter une vue aussi complète que possible de l'histoire japonaise. Cet ouvrage collaboratif rassemble les contributions de spécialistes et historiens du Japon.

## Histoire
Les plans pour le projet sont lancés dans les années 1970 et le premier des volumes est publié en 1988.
Le responsable du projet, John Whitney Hall, s'est expressément concentré sur la tâche d'identifier les réseaux de relations au cours de l'histoire du Japon tels que, par exemple, entre la chronologie des exploits militaires au cours du XVIe siècle et un compte-rendu des conséquences qui se sont développées au fil du temps.
Les six volumes sont ainsi répartis :
- Vol. 1. Ancient Japan, édité par Delmer Brown (1993)[3].
- Vol. 2. Heian Japan, édité par Donald Shively et William H. McCullough (1999)[4].
- Vol. 3. Medieval Japan, édité par Kōzō Yamamura (1990)[5].
- Vol. 4. Early modern Japan, édité par John Whitney Hall et James McClain (1991)[6].
- Vol. 5. The Nineteenth Century, édité par Marius Jansen (1989)[7].
- Vol. 6. The Twentieth Century, édité par Peter Duus (1988)[8].

## Source de la traduction
- (en) Cet article est partiellement ou en totalité issu de l’article de Wikipédia en anglais intitulé « The Cambridge History of Japan » (voir la liste des auteurs).